# Новожилов, Нестор Иванович
Нестор Иванович Новожилов (22 февраля 1907 — 8 марта 1992) — советский палеонтолог, специалист по палеозойским и мезозойским членистоногим, земноводным и пресмыкающимся. В 1937 году окончил отделение геологии ЛГУ, с 1935 по 1973 работал в Палеонтологическом институте АН СССР.

## Вклад в таксономию
Новожилов высказал несколько новых гипотез о родственных отношениях ископаемых групп членистоногих, выделив несколько таксонов трилобитообразных (класс Hemicrustacea, отряды Helmetiida и Canadaspida) и листоногих раков. Некоторые из этих таксонов продолжают рассматриваться в качестве валидных в настоящее время.

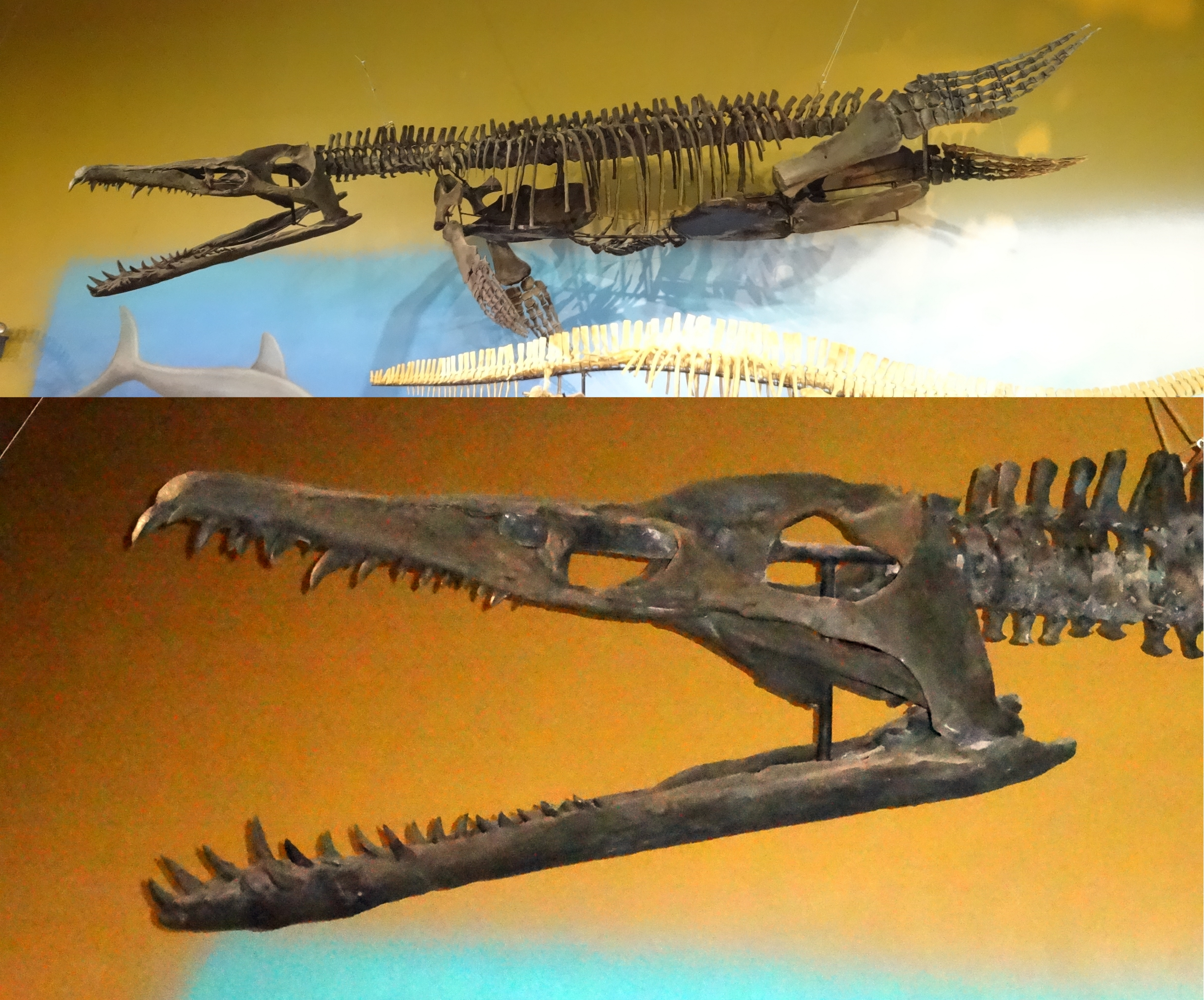
Pliosaurus rossicus

Кроме того, Новожилов внёс вклад в изучение плезиозавров. В том числе, ему принадлежит описание в 1948 году нового вида волжского плиозавра, т.н. Pliosaurus rossicus, а также Pliosaurus irgisensis.

## Некоторые труды
- Двустворчатые листоногие ракообразные. Часть 1. Леайиды. — М.: АН СССР, 1956. (Труды Палеонтологического института, т. 61).
- Двустворчатые листоногие девона. — М.: АН СССР, 1961. (Труды Палеонтологического института, т. 81)
- Основы палеонтологии. Членистоногие. Трилобитообразные и ракообразные. — М.: АН СССР, 1960. (в соавторстве)
- Основы палеонтологии. Членистоногие. Трахейные и хелицеровые. — М.: АН СССР, 1962. (в соавторстве)
- Основы палеонтологии. Земноводные, пресмыкающиеся и птицы. — М.: АН СССР, 1964. (в соавторстве)